# 鲍士恭
鲍士恭（?—?），歙县长塘人。清朝藏书家。
藏书家鲍廷博之子。寓居浙江嘉兴。乾隆時修《四庫全書》，徵集天下遗书，奉父命献上圖書六百二十六種。與范懋柱、汪启淑，马裕四家同獲乾隆帝贈內府《古今圖書集成》一部，“皆世守寒毡，珍藏勿失。”即使遇太平军兵禍亦不散失。有子鲍正言。鲍廷博、鲍士恭、鲍正言祖孫三代共輯有《知不足齋叢書》三十集。